# 宾根 (华盛顿州)
宾根（英文：Bingen），是美国华盛顿州克里基塔特县下属的一座城市。根据 2000年美国人口普查，该市有人口672人。根据2010年美国人口普查，该市有人口712人。而2011年估计该市有724人。